# カサンドラ (小惑星)
カサンドラ (114 Kassandra) は、小惑星帯に位置する大きくて暗い小惑星の一つ。T型小惑星に分類される。1871年7月23日にアメリカ合衆国の天文学者、クリスチャン・H・F・ピーターズにより発見され、トロイア戦争の物語に出てくる女性予言者カッサンドラにちなんで命名された。